# Eduardo Medina Mora

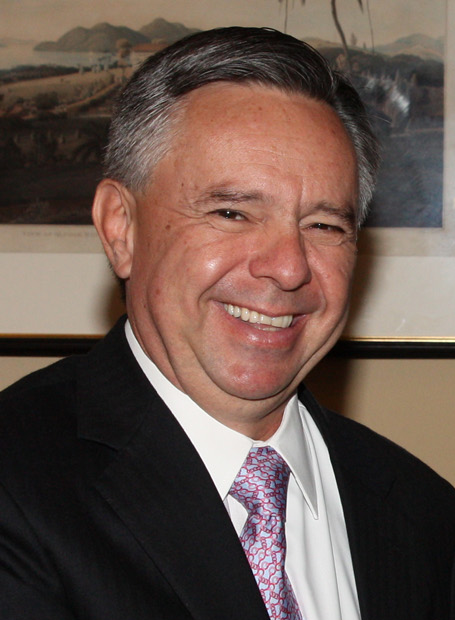
Eduardo Medina Mora (2012)

Eduardo Tomás Medina-Mora Icaza (* 30. Januar 1957 in Mexiko-Stadt) ist ein mexikanischer Jurist und Politiker.
Medina-Mora war von 2000 bis 2005 Direktor des mexikanischen Geheimdienstes CISEN, bevor er 2005 nach dem Tod von Ramón Martín Huerta bei einem Hubschrauberunglück vom damals regierenden mexikanischen Präsidenten Vicente Fox zu dessen Nachfolger als Sekretär der Regierung für Innere Sicherheit und Leiter des Secretaría de Seguridad Pública ernannt wurde. Dieses Amt bekleidete er bis 2006 und wurde im Dezember des gleichen Jahres unter Präsident Felipe Calderón Hinojosa zum Procurador General de la República (~ Generalstaatsanwalt) ernannt.
Sein Sohn Manuel Medina-Mora ist Präsident und Direktor der Banco Nacional de México (Banamex).